# کیفیت محیط زیست
کیفیت محیط زیست (انگلیسی: Environmental quality)، مجموعه‌ای از خصوصیات و ویژگی‌های عام یا محلی مربوط به محیط زیست است. این خصوصیات بر انسان و گونه‌های دیگر تأثیر می‌گذارد. این تأثیرگذاری بستگی دارد به نیاز گونه‌ها یا هر نوع نیاز و هدف انسانی. کیفیت محیط زیست، شامل پاک و خالص بودن محیط زیست طبیعی از مجموعه‌ای از آلودگی‌های مربوط به کیفیت آب، هوا و نویز (صداهای جانبی) و اثرات بالقوه‌ای که این ویژگی‌ها ممکن است بر سلامت جسمی و روانی انسان تأثیر داشته باشند.

## ایالات متحده
در ایالات متحده، این اصطلاح با مجموعه‌ایی از استانداردها و مقررات فدرال و ایالتی که توسط آژانس‌های نظارتی کنترل می‌شوند، اعمال می‌گردد. همه ایالت‌های ایالات متحده نوعی دپارتمان یا کمیسیون دارند که مسئولیت فعالیت‌های مختلفی مانند نظارت بر کیفیت، پاسخگویی به شکایات شهروندان و اجرای مقررات زیست‌محیطی را بر عهده دارد. آژانس حفاظت از محیط زیست ایالات متحده (ایی پی آ)، مسئول اجرای اکثر قوانین مهم زیست‌محیطی فدرال مانند لایجه هوای پاک و لایحه آب سالم می‌باشد. سایر نمایندگی‌های فدرال با نقش‌های چشمگیر نظارتی عبارتند از: شورای کیفیت محیط زیست، وزارت کشور و سپاه مهندسین ارتش.

## انگلستان
در انگلستان، محیط زیست، مسئولیت اصلی وزارت محیط زیست، غذا و امور روستایی (دی ای اف آر آ) می‌باشد که در سال ۲۰۰۱ نهادهای مختلف با هم ادغام شده و این بخش را با اختیارات گسترده‌تری بوجود آوردند تا فعالیت‌های روستا را با محیط زیست طبیعی پیوند دهند. برخی از مسئولیت‌ها به دولت اسکاتلند واگذار شده که توسط آژانس حفاظت از محیط زیست اسکاتلند (اس پی ای آ) و مجلس ملی ولز اجرا می‌شود، در حالی‌که برای ارائه ابتکارات زیست‌محیطی اغلب از شرکایی مانند راه‌های آبی بریتانیا، آژانس محیط زیست، کمیسیون جنگل‌ها و انگلیس طبیعی استفاده می‌کند. اداره غذا و امور روستا وظیفه نظارت بر فعالیت‌های موجود در محیط زیست و برنامه تغییر اقلیم انگلستان را نیز به عهده دارد.
برخی مسئولیت‌ها به دولت اسکاتلند و مجلس شورای ملی ولز واگذار شده است که توسط  آژانس حفاظت از محیط‌ زیست اسکاتلند اداره می‌شود، این در حالی است که برای ارائه ابتکارات زیست‌محیطی اغلب از شرکا استفاده میشود، از جمله آبراه‌های انگلستان، آژانس محیط زیست، کمیسیون جنگل‌داری و همچنین انگلستان طبیعی. وزارت محیط زیست، غذا و امور روستایی (د ف ر آ) نیز فرصتی برای نظارت بر آثار فعالیت‌های درونی محیط زیست  ایجاد شده و برنامه تغییر آب و هوا در انگلستان دارد. 